# Frank Vincent
Frank Vincent Gattuso Jr. (n. 15 aprilie 1937, North Adams⁠(d), Massachusetts, SUA – d. 13 septembrie 2017, New Jersey, SUA) a fost un actor american, de descendență italiană,, cunoscut pentru rolul din serialul Clanul Soprano. Acesta a mai colaborat cu marele regizor Martin Scorsese în 3 filme: Taurul furios, Băieți buni și Casino.